# Massengräber in Loška Dolina
Auf dem Gebiet der Gemeinde Loška Dolina in Slowenien wurden bisher (Stand Februar 2024) insgesamt drei Massengräber aus der Zeit um den Zweiten Weltkrieg gefunden.

## Kozarišče
In Kozarišče fand man zwei Massengräber, die mit dem Zweiten Weltkrieg in Verbindung stehen.
- Das Massengrab in der Kozlovka-Höhle (slowenisch: Grobišče Jama Kozlovka) liegt in einem Fichtenwald an der Straße von Kozarišče nach Knežak. Es handelt sich um einen 56 Meter tiefen Schacht, der die Überreste slowenischer antikommunistischer Milizionäre enthält.[1]
- Das Massengrab von Grobnica (Grobišče Grobnica) befindet sich im Wald südwestlich der Siedlung. Es enthält eine unbestimmte Anzahl von Opfern[2]

## Vrh
In Vrh wurde ein Massengrab aus der Zeit unmittelbar nach dem Zweiten Weltkrieg gefunden.
- Das Massengrab der Nevinje-Höhle (Grobišče Nevinje jama), auch bekannt als Massengrab der Höhle im Troha Wald (Jama v Trohovem gozdu), liegt in den nordöstlichen Ausläufern des Snežnik, 1 Kilometer östlich des Jagdschlosses Grajševka. Nach dem Krieg wurde es zur Liquidierung von Gegnern der kommunistischen Bewegung eingesetzt.[3]